# Separase
Separase é uma protease de cisteína, responsável por desencadear a anáfase através da hidrólise da cohesina, que é a proteína responsável pela ligação dos cromatídios durante a metáfase. Nos seres humanos, a separase é codificada pelo gene ESPL1.